# Impatiens devolii
Impatiens devolii là một loài thực vật có hoa trong họ Bóng nước. Loài này được T.C. Huang mô tả khoa học đầu tiên năm 1973.